# Joachim Fischer Nielsen
Joachim Fischer Nielsen (Copenhague, 23 de novembro de 1978) é um jogador de badminton dinamarquês, medalhista olímpico, especialista em duplas.

## Carreira
Joachim Fischer Nielsen representou seu país nos Jogos Olímpicos de Verão de 2012, conquistando a medalha de bronze, nas duplas mistas em 2012 com Christinna Pedersen.